# Jemekan
Jemekan is een bestuurslaag in het regentschap Kediri van de provincie Oost-Java, Indonesië. Jemekan telt 5288 inwoners (volkstelling 2010).